# Dirk Benedict
Dirk Benedict, właściwie Dirk Niewoehner (ur. 1 marca 1945 w Helena) – amerykański aktor, scenarzysta i reżyser filmowy, telewizyjny i teatralny, powszechnie znany jako porucznik Templeton 'Buźka' Peck w serialu NBC Drużyna A (The A-Team, 1983-87) i jako porucznik Starbuck w serialu sci-fi ABC Gwiazda bojowa Galaktyka (Battlestar Galactica, 1978-79). Jego pseudonim artystyczny Benedict wymyślił jego agent zainspirowany potrawą mięsno-jajeczną Eggs Benedict, która powstała w XIX wieku w nowojorskich restauracjach i jest obecnie popularnym elementem wielkiego amerykańskiego śniadania.

## Życiorys

### Wczesne lata
Urodził się w Helena, w stanie Montana jako syn adwokata George'a Edwarda Niewoehera i księgowej Pricilli Melli (z domu Metzger) Niewoeher. Dorastał w White Sulphur Springs w stanie Montana. Spędzał wakacje jako kowboj na ranchu u swojego wuja. W szkole średniej był honorowym uczniem i przewodniczącym klasy, a jego zespół piłkarski zagrał dla mistrzostw stanowych.
Zainteresował się aktorstwem w Whitman College w Walla Walla w stanie Waszyngton. Na pierwszym roku studiów został zaangażowany do roli Gaylorda Ravenala w musicalu wiosennym Showboat. Po ukończeniu studiów uczestniczył w dwuletnim szkoleniu pod kierunkiem Johna Fernalda, który przez piętnaście lat stanął na czele Królewskiej Akademii Sztuki Dramatycznej w Londynie.

### Kariera
Zagrał w teatrze w Seattle. Potem wystąpił w Ann Arbor w Michigan jako Edmund w sztuce szekspirowskiej Król Lear, Tarleton w George'a Bernarda Shaw Misalliance, Ensign Pulver w Pan Roberts, Neila Simona Star-Spangled Girl oraz w Los Angeles w produkcji Régine Pernoud Heloiza i Abelard (Abelard and Heloise) z Dianą Rigg. W 1972 roku zadebiutował na Broadwayu w sztuce Motyle są wolne (Butterflies Are Free) obok Glorii Swanson.
Trafił po raz pierwszy na kinowy ekran w melodramacie szwedzko-amerykańskim Georgia, Georgia (1972). Pojawił się także gościnnie w serialach: CBS Hawaii Five-O (1972), ABC Chopper One (1974), pierwszoplanowa  rola jako David Blake w Ssssnake w 1973 (polski tytuł Wążżżżż), jako policjant Gil Foley i ABC Aniołki Charliego (Charlie's Angels, 1976, 1977, 1978). Popularność przyniosła mu postać porucznika Starbucka w serialu sci-fi ABC Gwiazda bojowa Galaktyka (Battlestar Galactica, 1978-79).
Zagrał potem w komedii Łowcy rupieci (Scavenger Hunt, 1979), dwóch odcinkach sitcomu ABC Statek miłości (The Love Boat, 1980, 1983), komedii Tajne asy (Underground Aces, 1981) z Melanie Griffith. Sympatię telewidzów zyskał kreacją porucznika Templetona 'Buźki' Pecka w serialu NBC Drużyna A (The A-Team, 1983-87). Można go było dostrzec w komedii muzyczno-sportowej Trzaskające się ciała (Body Slam, 1986) z Tanyą Roberts.
W 1987 roku Benedykt przejął tytułową rolę szekspirowskiego Hamleta w Abbey Theatre. Zarówno spektakl, jak i cała produkcja zostały przeforsowane przez krytyków.
Powrócił na ekran w dreszczowcu Blue Tornado (1991) u boku Teda McGinleya, dramacie Cień władzy (Shadow Force, 1993), telefilmie sci-fi Wersja oficjalna (Official Denial, 1994) z Parkerem Stevensonem, przygodowym Przygoda na Alasce (Alaska, 1996) z Charltonem Hestonem i Thorą Birch i telefilmie sci-fi Desperacka misja (Earthstorm, 2006) u boku Stephena Baldwina.
W 2001 roku zadebiutował jako scenarzysta i reżyser dramatu Spółki (Cahoots) z udziałem Keitha Carradine'a, Davida Keitha i Teda McGinleya.
W niemieckiej czarnej komedii Złote czasy (Goldene Zeiten, 2006) zagrał nieco przestarzałego hollywoodzkiego gwiazdora akcji lat 80. Douglasa Burnetta.
Na duży ekran powrócił po latach jako Milt, więzień w Pensacoli w kinowej wersji Drużyna A (2010).

### Życie prywatne
W latach 1978–79 był związany z piosenkarką Marie Osmond. 31 maja 1986 roku poślubił Toni Hudson, z którą ma dwóch synów - George'a (ur. 1988) i Rolanda (ur. 1990). Jednak w 1995, po ośmiu latach, doszło do rozwodu. W 1998 roku poznał po raz pierwszy swojego syna Johna (ur. 1967).
Jest wegetarianinem.
W 1974 roku zdiagnozowano u niego chorobę raka prostaty, którą udało mu się przezwyciężyć nie korzystając z pomocy medycyny, dzięki przejściu na odżywianie według zasad diety makrobiotycznej, o której dowiedział się od Glorii Swanson.

## Filmografia
| Filmy |                               |                       |                                               |                       |                      |
| Rok   | Tytuł oryginalny              | Tytuł polski          | Rola                                          | Uwagi                 | Źr                   |
| 1972  | Georgia, Georgia              | –                     | Michael Winters                               |                       | [ 7 ] [ 21 ] [ 22 ]  |
| 1973  | Sssssss                       | Wążżżż                | David Blake                                   |                       | [ 7 ] [ 21 ] [ 22 ]  |
| 1974  | W                             | –                     | William Caulder                               |                       | [ 7 ] [ 21 ] [ 22 ]  |
| 1979  | Scavenger Hunt                | Łowcy rupieci         | Jeff Stevens                                  |                       | [ 7 ] [ 21 ] [ 22 ]  |
| 1980  | Ruckus                        | –                     | Kyle Hanson                                   |                       | [ 7 ] [ 21 ] [ 22 ]  |
| 1981  | Underground Aces              | –                     | Pete Huffman                                  |                       | [ 7 ] [ 21 ] [ 22 ]  |
| 1986  | Body Slam                     | Trzaskające się ciała | M. Harry Smilac                               |                       | [ 7 ] [ 21 ] [ 22 ]  |
| 1991  | Blue Tornado                  | Błękitne tornado      | Alex Long                                     |                       | [ 7 ] [ 21 ] [ 22 ]  |
| 1992  | Shadow Force                  | Cień władzy           | detektyw Rick Kelly                           |                       | [ 7 ] [ 21 ] [ 22 ]  |
| 1994  | Demon Keeper                  | W mocy demona         | Alexander Harris                              |                       | [ 7 ] [ 21 ] [ 22 ]  |
| 1995  | The Feminine Touch            | Kobieca ręka          | John Mackie                                   |                       | [ 7 ] [ 21 ]         |
| 1996  | Alaska                        | Przygoda na Alasce    | Jake Barnes                                   |                       | [ 7 ] [ 21 ] [ 22 ]  |
| 1998  | The Adventures of Young Brave | Obudzony duch         | Tyler                                         |                       | [ 5 ] [ 21 ]         |
| 2001  | Cahoots                       | –                     | –                                             | scenarzysta i reżyser | [ 7 ] [ 21 ] [ 22 ]  |
| 2006  | Goldene Zeiten                | Złote czasy           | Douglas Burnett / John Striker / Horst Müller |                       | [ 15 ] [ 21 ]        |
| 2007  | Recon 7 Down                  | –                     | Tom Myers                                     |                       | [ 21 ] [ 22 ]        |
| 2009  | Inglorious Bumblers           | –                     | Tom Mayers                                    |                       | [ 21 ]               |
| 2010  | The A-Team                    | Drużyna A             | Milt, więzień w Pensacoli                     |                       | [ 16 ] [ 21 ] [ 22 ] |
| 2019  | Space Ninjas                  | –                     | Jack Strange                                  |                       | [ 21 ] [ 22 ]        |
| 2020  | Charlie's Christmas Wish      | –                     | Stanley                                       |                       | [ 21 ] [ 22 ]        |

| Produkcje telewizyjne |                                      |                                         |                                  |                                                                      |                     |
| Rok                   | Tytuł oryginalny                     | Tytuł polski                            | Rola                             | Uwagi                                                                | Źr                  |
| 1972                  | Hawaii Five-O                        | –                                       | Walter Clyman                    | serial telewizyjny, odcinek: „Chain of Events”                       | [ 7 ] [ 21 ] [ 22 ] |
| 1974                  | Chopper One                          | –                                       | oficer Gil Foley                 | serial telewizyjny, 13 odcinków                                      | [ 7 ] [ 21 ] [ 22 ] |
| 1975                  | Journey from Darkness                | –                                       | Bill                             | film telewizyjny                                                     | [ 7 ] [ 21 ] [ 22 ] |
| 1977                  | Charlie's Angels                     | Aniołki Charliego                       | kadet John Barton                | serial telewizyjny, odcinek: „The Blue Angels”                       | [ 7 ] [ 21 ] [ 22 ] |
| 1977                  | The Cabot Connection                 | –                                       | Brom Loomis                      | odcinek pilotażowy serialu                                           | [ 7 ] [ 21 ]        |
| 1978                  | Cruise Into Terror                   | –                                       | Simon McLane                     | film telewizyjny                                                     | [ 7 ] [ 21 ] [ 22 ] |
| 1978                  | Charlie's Angels                     | Aniołki Charliego                       | Denny Railsback                  | serial telewizyjny, odcinek: „The Jade Trap”                         | [ 7 ] [ 21 ] [ 22 ] |
| 1978–1979             | Battlestar Galactica                 | Gwiazda bojowa Galaktyka                | porucznik Starbuck               | serial telewizyjny, 24 odcinki                                       | [ 7 ] [ 21 ] [ 22 ] |
| 1980                  | Galactica 1980                       | –                                       | porucznik Starbuck               | serial telewizyjny, odcinek: „The Return of Starbuck”                | [ 7 ] [ 21 ] [ 22 ] |
| 1980                  | The Georgia Peaches                  | –                                       | „Dusty” Tyree                    | film telewizyjny                                                     | [ 7 ] [ 21 ] [ 22 ] |
| 1980                  | The Love Boat                        | Statek miłości                          | Jeff Dalton                      | serial telewizyjny, odcinek: „That's My Dad”                         | [ 7 ] [ 21 ] [ 22 ] |
| 1981                  | Scruples                             | Skrupuły                                | Spider Elliott                   | film telewizyjny                                                     | [ 7 ] [ 21 ] [ 22 ] |
| 1982                  | Family in Blue                       | –                                       | Matt Malone                      | odcinek pilotażowy serialu                                           | [ 5 ] [ 7 ] [ 21 ]  |
| 1983                  | The Love Boat                        | Statek miłości                          | Gary Wells                       | serial telewizyjny, odcinek: „The Dog Show: Whose Dog Is It Anyway?” | [ 7 ] [ 21 ] [ 22 ] |
| 1983–1987             | The A-Team                           | Drużyna A                               | porucznik Templeton „Buźka” Peck | serial telewizyjny, 96 odcinków                                      | [ 7 ] [ 21 ] [ 22 ] |
| 1984                  | Hammer House of Mystery and Suspense | –                                       | Frank Rowlett                    | serial telewizyjny, odcinek: „Mark of the Devil”                     | [ 7 ] [ 21 ]        |
| 1985                  | Amazing Stories                      | Niesamowite historie                    | Twarz                            | serial telewizyjny, odcinek: „Remote Control Man”                    | [ 7 ] [ 21 ]        |
| 1987                  | Hotel                                | –                                       | Trevor Harris                    | serial telewizyjny, odcinek: „Prized Possessions”                    | [ 7 ] [ 21 ]        |
| 1989                  | Murder, She Wrote                    | Napisała: Morderstwo                    | dr David Latimer                 | serial telewizyjny, odcinek: „Smooth Operators”                      | [ 7 ] [ 21 ] [ 22 ] |
| 1989                  | Alfred Hitchcock Presents            | Nowa seria Alfred Hitchcock przedstawia | dr Rush                          | serial telewizyjny, odcinek: „In the Name of Science”                | [ 7 ] [ 21 ] [ 22 ] |
| 1989                  | Trenchcoat in Paradise               | Detektyw w raju                         | Eddie Mazda                      | film telewizyjny                                                     | [ 7 ] [ 21 ] [ 22 ] |
| 1991                  | Bejewelled                           | –                                       | Gordon                           | film telewizyjny                                                     | [ 7 ] [ 21 ] [ 22 ] |
| 1992                  | Baywatch                             | Słoneczny patrol                        | Aaron Brody                      | serial telewizyjny, odcinek: „Rookie of the Year”                    | [ 7 ] [ 21 ] [ 22 ] |
| 1993                  | Official Denial                      | Wersja oficjalna                        | Dan Lerner                       | film telewizyjny                                                     | [ 7 ] [ 21 ] [ 22 ] |
| 1993                  | The Commish                          | –                                       | Gil Higgins                      | serial telewizyjny, odcinek: „All That Glitters”                     | [ 7 ] [ 21 ] [ 22 ] |
| 1995                  | Walker, Texas Ranger                 | Strażnik Teksasu                        | Blair                            | serial telewizyjny, odcinek: „Case Closed”                           | [ 7 ] [ 21 ] [ 22 ] |
| 1995                  | Murder, She Wrote                    | Napisała: Morderstwo                    | Gary Harling                     | serial telewizyjny, odcinek: „Frozen Stiff”                          | [ 7 ] [ 21 ] [ 22 ] |
| 1996                  | Abduction of Innocence               | –                                       | Robert Steves                    | film telewizyjny                                                     | [ 7 ] [ 21 ] [ 22 ] |
| 2006                  | Earthstorm                           | Desperacka misja                        | Victor Stevens                   | film telewizyjny                                                     | [ 21 ] [ 22 ]       |
| 2007                  | Celebrity Big Brother                | –                                       | (w roli samego siebie)           | program telewizyjny                                                  |                     |

| Gry wideo |                        |                         |                                    |       |              |
| Rok       | Tytuł oryginalny       | Tytuł polski            | Rola                               | Uwagi | Źr           |
| 1997      | Zork: Grand Inquisitor | Zork: Wielki Inkwizytor | Antharia Jack (głos)               |       | [ 7 ] [ 21 ] |
| 2003      | Battlestar Galactica   | –                       | Lieutenant Starbuck / Lukas (głos) |       | [ 7 ] [ 21 ] |